# Тина Карол
Ти́на Ка́рол (укр. Ті́на Ка́роль, рођено име Татјана Григоријевна Либерман (укр. Тетя́на Григо́рівна Ліберма́н); рођена 25. јануара 1985, Оротукан, Јагоднински округ, Магаданска област, РСФСР, СССР) је украјинска певачица и глумица, ТВ водитељ , јавна личност. Народни уметник Украјине (2017).
Лауреат песничког конкурса «Нови талас» (2005). Представница Украјине на Евровизији 2006, која је одржана у Атини, где је заузела седмо место. Уврштена у Топ 100 најутицајнијих жена у Украјини према часопису «Фокус». Најбољи извођач Украјине 2014, 2015, 2018 према YUNA. Најбољи извођач Украјине 2015. и 2017. године према M1 Music Awards. Најпопуларнија жена у Украјини према Google и Јандексу (2013). Гласовни опсег је 3 (од фа мале октаве до ми терце) октаве.